# Зырянов, Пётр Иванович

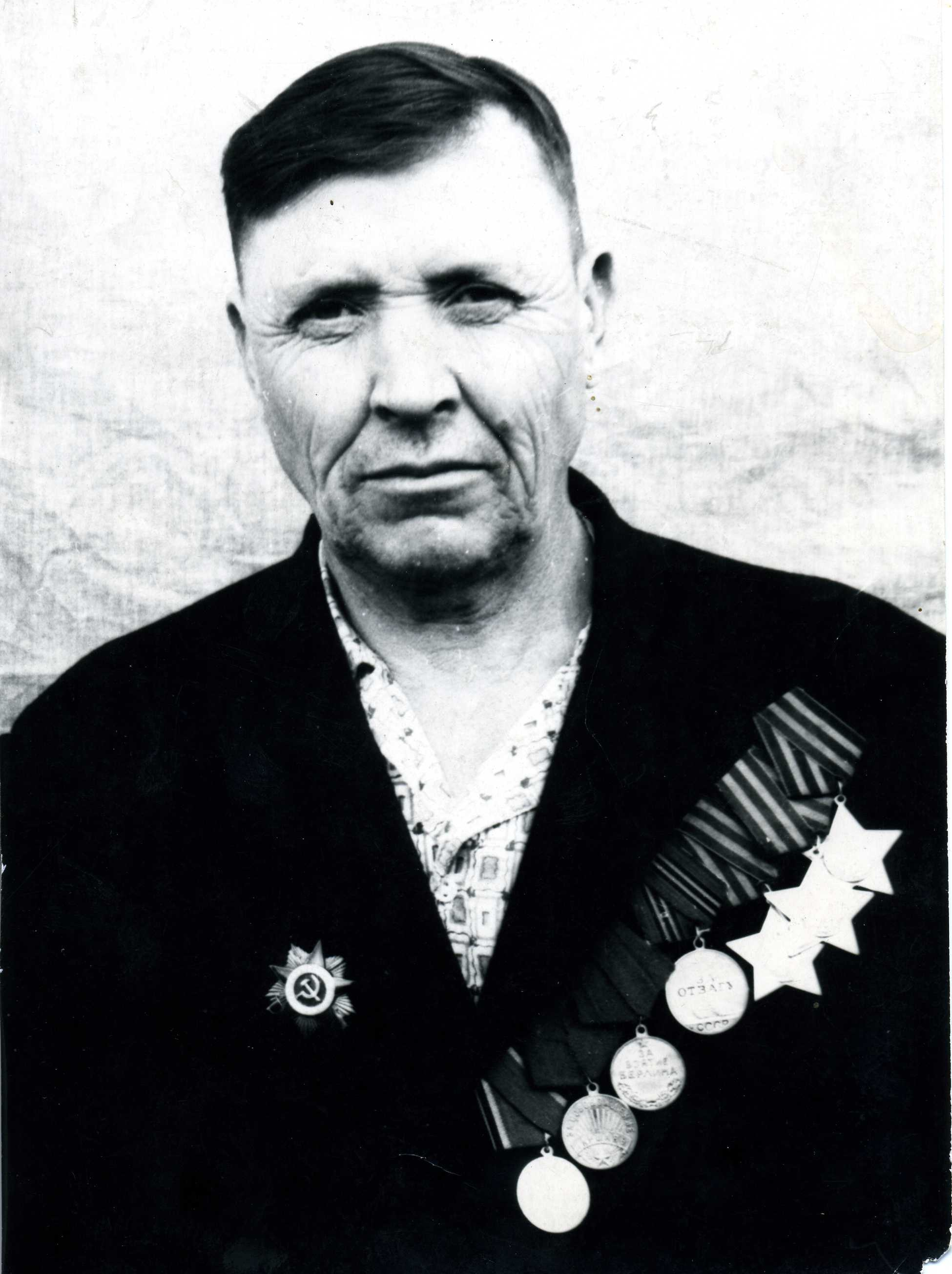
Фото Зырянов Петр Иванович

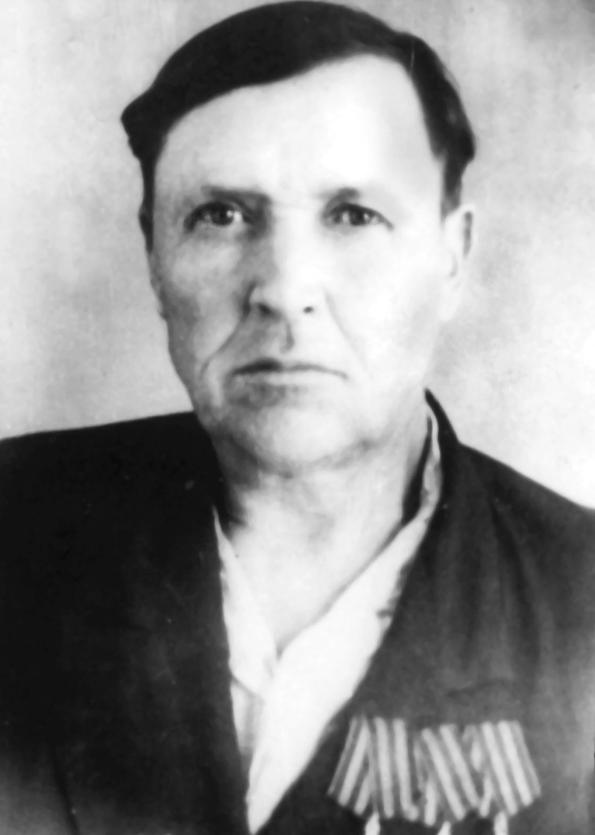
Фото в молодости Зырянов Петр Иванович

Пётр Иванович Зырянов (1911—1989) — участник Великой Отечественной войны, полный кавалер Ордена Славы, сапёр 38-го гвардейского отдельного саперного батальона, 35-й гвардейской Лозовской Краснознаменной орденов Суворова и Богдана Хмельницкого стрелковой дивизии, 8-й гвардейской армии, 1-го Белорусского фронта, гвардии ефрейтор.

## Биография
Родился 23 августа 1911 года в селе Бобровка (на территории современного Сузунского района Новосибирской области) в крестьянской семье. Русский. Окончил 2 класса школы. Работал в домашнем хозяйстве, затем — комбайнёром Лушниковской машинно-тракторной станции Сузунского района.
С 16 февраля 1943 года — в Красной Армии. В действующей армии — с марта 1943 года. Воевал на Юго-Западном (с 20 октября 1943 года — 3-й Украинский) и 1-м Белорусском фронтах. Принимал участие в освобождении Левобережной Украины, Никопольско-Криворожской, Березнеговато-Снигиревской, Одесской, Люблин-Брестской, Висло-Одерской и Берлинской наступательных операциях. В боях дважды ранен.
В результате Люблин-Брестской наступательной операции части дивизии вышли к реке Висла в районе населённого пункта Магнушев (ныне Козеницкий повят, Мазовецкое воеводство, Польша). При форсировании реки 1 августа 1944 года П. И. Зырянов подобрал в воде оставленную первой волной десанта лодку, под огнём противника доставил её на левый берег и переправлял на ней пехоту стрелковых подразделений, способствуя наращиванию сил на плацдарме. Приказом командира дивизии награждён медалью «За отвагу».
При оборудовании оборонительных позиций на плацдарме П. И. Зырянов действовал на участке 100-го гвардейского стрелкового полка в районе населенного пункта Михаловка (ныне Козеницкий повят, Мазовецкое воеводство, Польша). За ночь 5 ноября 1944 года он установил 150 мин. В ходе выполнения боевой задачи на мине подорвался командир взвода. П. И. Зырянов под огнём противника оказал ему первую помощь и вынес в безопасное место.
Приказом командира 35-й гвардейской стрелковой дивизии от 18 ноября 1944 года гвардии рядовой Зырянов Пётр Иванович награждён орденом Славы 3-й степени.
С началом Висло-Одерской наступательной операции П. И. Зырянов 14 и 15 января 1945 года в районе населенного пункта Гловачув (ныне Козеницкий повят, Мазовецкое воеводство, Польша) под огнём противника проделал три прохода в минно-взрывных и проволочных заграждениях противника, обезвредив 150 противотанковых и противопехотных мин и прорезав 30 погонных метров спирали Бруно. По проделанным П. И. Зыряновым проходам были без потерь проведены к переднему краю противника стрелковая рота, три самоходные установки и четыре артиллерийских орудия. В ходе наступления сопровождал войска, обезвреживая обнаруженные мины и фугасы противника, а также оказывал первую помощь раненым.
Приказом командующего 8-й гвардейской армией от 17 февраля 1945 года гвардии рядовой Зырянов Пётр Иванович награждён орденом Славы 2-й степени.
В ходе операции 26 января 1945 года саперы выполняли боевую задачу по постройке моста через реку Варта в районе города Оборники (ныне Великопольское воеводство, Польша). П. И. Зырянов, находясь в ледяной воде, под огнём противника подносил бревна и доски к участку переправы. За два часа было установлено 8 прогонов и уложено 12 погонных метров настила. Быстрое возведение моста позволило своевременно переправить пополнение, вооружение и боеприпасы для наращивания сил дивизии на левом берегу реки. Приказом командира 4-го гвардейского стрелкового корпуса П. И. Зырянов был награждён орденом Отечественной войны II степени.
В начале Берлинской операции при переходе в наступление с кюстринского плацдарма 16 апреля 1945 года проделал проход в минном поле противника, сняв под огнём 13 противотанковых мин. Вместе с другими саперами оборудовал переход через противотанковый ров, обеспечив быстрое продвижение танковых и стрелковых подразделений.
Указом Президиума Верховного Совета СССР от 15 мая 1946 года за образцовое выполнение боевых заданий командования в боях с немецко-фашистскими захватчиками на завершающем этапе Великой Отечественной войны гвардии ефрейтор Зырянов Пётр Иванович награждён орденом Славы 1-й степени.
В октябре 1945 года демобилизован. Жил в селе Красный Камешок Сузунского района Новосибирской области. Работал комбайнёром в колхозе.
Старшина в отставке (1968).
Умер 28 августа 1989 года. Похоронен в поселке городского типа Сузун.

## Награды
- Отечественной войны I степени (указ Президиума Верховного Совета СССР от 11.03.1985 года)
- Отечественной войны II степени (приказ командира 4-го гвардейского стрелкового корпуса от 15.03.1945 года)
- Орден Славы I степени (указ Президиума Верховного Совета СССР от 15.05.1946 года)
- Орден Славы II степени (приказ командующего 8 гвардейской армии от 17.02.1945 года)
- Орден Славы III степени (приказ командира 35 гвардейской стрелковой дивизии от 18.11.1944 года)
- Медаль «За отвагу» (приказ командира 35 гвардейской стрелковой дивизии от 10.08.1944 года)
- Медали

## Память
Начальная школа в селе Красный Камешок носит имя Петра Ивановича Зырянова.
В Новосибирске имя полного кавалера ордена Славы Петра Ивановича Зырянова увековечено на Аллее Героев у Монумента Славы.